# جیلدو آرنا
جیلدو آرنا (ایتالیایی: Gildo Arena؛ ۲۵ فوریه ۱۹۲۱ – ۸ فوریهٔ ۲۰۰۵) بازیکن واترپلو اهل ایتالیا بود.